# Brzydula
Brzydula (hiszp. Yo soy Betty, la fea) – kolumbijska telenowela o charakterze tragikomicznym wyreżyserowana przez Mario Ribero na podstawie scenariusza autorstwa Fernando Gaitána. Tytułową rolę zagrała Ana Maria Orozco.

## Produkcja
W latach 1999–2001 powstało 169 odcinków, całość wyprodukował kanał RCN. Dalsze losy bohaterów ukazano w kontynuacji Brzyduli – Ecomoda (26 odcinków).

## Fabuła
Serial opowiada o perypetiach dziewczyny z prostego domu. Beatriz Pinzon Solano (przez rodzinę i przyjaciół nazywana „Betty”) zaczyna pracę sekretarki w renomowanym domu mody „Eco Moda”. Z powodu swojego nieatrakcyjnego wyglądu nie może znaleźć miejsca w firmie, bo na każdym kroku jest wyśmiewana przez współpracowników. Dzięki jej pracowitości i inteligencji zdobywa sympatię u prezesa firmy, Armanda Mendozy, który chroni ją na każdym kroku i nie pozwala, by odeszła z firmy. Betty w ciągu serialu zmienia się w piękną kobietę.

## Obsada
- Ana Maria Orozco – Beatriz „Betty” Pinzón Solano (wszystkie 169 odcinków)[2]
- Jorge Enrique Abello – Armando Mendoza (169)
- Natalia Ramírez – Marcela Valencia (169)
- Lorna Cepeda – Patricia Fernández (169)
- Julian Arango – Hugo Lombardi (169)
- Luis Mesa – Daniel Valencia (169)
- Ricardo Velez – Mario Calderón (169)
- Mario Duarte – Nicolás Mora (169)
- Dora Cadavid – Inés de Ramírez (169)
- Luces Velasquez – Bertha de González (169)
- Marcela Posada – Sandra Patiño (169)
- Stefanía Gomez – Aura María Fuentes (169)
- Paula Pena – Sofía López ex de Rodríguez (169)
- María Eugenia Arboleda – Mariana Valdés (169)
- Jorge Herrera – Hermes Pinzón Galarza (169)
- Adriana Franco – Julia Solano de Pinzón Galindo (169)
- Kepa Amuchastegui – Roberto Mendoza (169)
- Talu Quintero – Margarita Sáenz de Mendoza (169)
- Alberto León Jaramillo – Raúl Gutiérrez (63)
- Martha Isabel Bolanos – Jenny García (55)
- Julio César Herrera – Freddy Stewart Contreras (169)
- David Ramírez – Wilson Sastoque (81)
- Celmira Luzardo – Catalina Ángel (62)
- Patrick Forster-Delmas – Michell Duanell (17)
- Pilar Uribe – María Beatriz Valencia (169)
- César Mora – dr Antonio Sánchez (18)
- Raúl Santa – Efraín Rodríguez (23)
- Diego Cadavid – Román (18)
- Scarlet Ortiz – Alejandra Zing (9)
- Angelly Moncayo – Karina Larson (2)
- Verónica Ocampo – Claudia Bosch (11)
- Rubén Óliver – Miguel Robles (10)
- Lorena Tobar – Diana Medina (6)
- Elías Rima Nassiff – dr Alberto Contreras (1)
- Carlos Serrato – dr Gustavo Olarte (17)
- Alberto Valdiri – Gordito González (2)
- Diego Vivanco – Rolando (1)
- Claudia Becerra – Mónica Agudelo (?)
- Rosa Margarita Guerrero – María Claudia Botero (?)
- Paulo Sánchez Neira – inż. Ortiz (?)
- German Tobar – dr Jose Ambrosio Rosales (12)
- Adriana Arboleda – jako ona sama (8)
- Luis Enrique Roldán – dr Juan Manuel Santamaría (8)
- Claudia Helena Vásquez – jako ona sama (8)
- Andrea Serna – jako ona sama (6)
- Hugo Pérez – Rafael Gómez (4)
- Catalina Acosta – jako ona sama (3)
- Cecilia Bolocco – jako ona sama (3)
- Franco de Vita – jako on sam (3)
- Taís Araújo – jako ona sama (3)
- Patricia Vásquez – jako ona sama (3)

## Brzydulaw innych krajach
| Kraj              | Tytuł                                   | Lata produkcji | Stacja telewizyjna | Główna rola             |
| ----------------- | --------------------------------------- | -------------- | ------------------ | ----------------------- |
| Algieria          | Timoucha                                | 2020–2021      | ENTV               | Mina Lachter            |
| Argentyna         | Betty la Feo                            |                |                    |                         |
| Belgia            | Sara                                    | 2007–2008      | VTM                | Veerle Baetens          |
| Boliwia           | Yo Soy Betty, la Fela                   | 2002           | Unitel             | Serena Autieri          |
| Boliwia           | Lola, la Fea                            | 2017           | Bolivision         | Serena Autieri          |
| Brazylia          | Betty, a Feia                           | 2009–2010      | Rede Record        | Giselle Itié            |
| Chiny             | Ugly Wudi                               | 2008–2010      | Hunan Satellite TV | Li Xinru                |
| Chorwacja         | Ne daj se, Nina                         | 2007–2008      | RTL Televizija     | Lana Gojak              |
| Czechy            | Ošklivka Katka                          | 2008–2009      | Prima TV           | Kateřina Janečková      |
| Egipt             | هبة رجل الغراب (Hibat rajul algharab)   | 2014           | OSN, CBC 2, MBC 1  | Emmy Sameer Ghanem      |
| Ekwador           | Veto al Veo                             | 2013           | Ecuavisa           | Efraín Ruales           |
| Filipiny          | I Love Betty La Fea                     | 2008–2009      | ABS-CBN            | Bea Alonzo              |
| Grecja            | Maria, i Aschimi                        | 2007–2008      | Mega Channel       | Aggeliki Daliani        |
| Gruzja            | გოგონა გარეუბნიდან (Gogona Gareubnidan) | 2010–2012      | Imedi TV           | Tina Makharadze         |
| Hiszpania         | Yo soy Bea                              | 2006–2008      | Telecinco          | Ruth Núñez              |
| Holandia          | Lotte                                   | 2006–2007      | Talpa              | Nyncke Beekhuyzen       |
| Indie             | Jassi Jaissi Koi Nahin                  | 2003–2006      | SET India          | Mona Singh              |
| Izrael            | אני בטי המכוערת (Esti HaMecho’eret)     | 2003–2006      | Channel 2          | Riki Blich              |
| Malezja           | Misi Betty                              | 2011           | TV9                | Siti Fazurina           |
| Meksyk            | El amor no es como lo pintan            | 2000–2001      | TV Azteca          | Vanessa Acosta          |
| Meksyk            | La fea mas Bella                        | 2006–2007      | Televisa           | Angélica Vale           |
| Niemcy            | B jak Brzydula                          | 2005–2007      | Sat.1              | Alexandra Neldel        |
| Polska            | BrzydUla                                | 2008–2009      | TVN                | Julia Kamińska          |
| Polska            | BrzydUla                                | 2020-2022      | TVN7               | Julia Kamińska          |
| Rosja             | Не родись красивой (Nie rodiś krasiwoj) | 2005–2006      | STS                | Niełli Uwarowa          |
| Tajlandia         | Ugly Betty Thailand                     | 2015           | Thairath TV        | Piyarat Kaljarunek      |
| Turcja            | Sensiz Olmuyor                          | 2005           | Show TV, Kanal D   | Öziem Conker, Yeliz Şar |
| Stany Zjednoczone | Brzydula Betty                          | 2006–2010      | ABC                | America Ferrera         |
| Stany Zjednoczone | Betty en NY                             | 2019           | Telemundo          | Elyfer Torres           |
| Wietnam           | Cô gái xấu xí                           | 2008–2009      | VTV3               | Nguyễn Ngọc Hiệp        |